# 鲁加特
鲁加特，是西班牙巴伦西亚自治区巴伦西亚省的一个市镇。总面积3平方公里，总人口183人（2001年），人口密度61人/平方公里。